# Postulats de Koch
Els postulats de Koch són uns criteris de finals del segle xix que pretenien demostrar que un microorganisme concret és l'agent causal d'una malaltia específica. Van ser formulats per Robert Koch i Friedrich Loeffler el 1884 a partir dels seus experiments amb Bacillus anthracis, i van ser publicats per Koch el 1890. Es van aplicar per establir l'etiologia de la tuberculosi i del carboncle, però han sigut generalitzats per a la resta de malalties infeccioses.
Els postulats de Koch són:
1. El microorganisme ha d'estar present en tots els individus que tinguin la malaltia, però no en individus sans.
2. El microorganisme ha de ser recuperat de l'individu malalt i poder ser aïllat en un cultiu pur.
3. El microorganisme aïllat en el medi de cultiu ha de provocar la malaltia quan s'inoculi en un individu sa.
4. El microorganisme s'ha de tornar a aïllar de l'individu inoculat que ha contret la malaltia i ha de ser idèntic al que es va inocular.

La majoria de bacteris que causen malalties en els humans compleixen aquests postulats. Hi ha algunes excepcions, com ara Mycobacterium leprae, que, pel fet de ser intracel·lular estricte, no compleix el segon postulat. Els virus, que el 1890 encara no havien estat descrits, tampoc els compleixen.